# Laranda rogenhoferi
Laranda rogenhoferi är en insektsart som först beskrevs av Henri Saussure 1878.  Laranda rogenhoferi ingår i släktet Laranda och familjen syrsor. Inga underarter finns listade i Catalogue of Life.